# Campeonato Africano de Atletismo de 2012 - 110 m com barreiras masculino
A prova dos 110 metros com barreiras masculino do Campeonato Africano de Atletismo de 2012 foi disputada entre os dias 29 e 30 de junho de 2012 no Estádio Charles de Gaulle em Porto Novo,  no Benim. 

## Recordes
Antes desta competição, os recordes mundiais e do campeonato nesta prova eram os seguintes:
|                       | Nome                | Nacionalidade | Tempo  | Local          | Data                |
| --------------------- | ------------------- | ------------- | ------ | -------------- | ------------------- |
| Recorde mundial       | Dayron Robles       | Cuba          | 12s 87 | Ostrava        | 12 de junho de 2008 |
| Recorde do campeonato | Todd Matthews-Jouda | Sudão         | 13s 70 | Brazzaville    | 15 de julho de 2004 |
| Recorde africano      | Shaun Bownes        | África do Sul | 13s 26 | Heusden-Zolder | 14 de julho de 2001 |

Os seguintes recordes foram estabelecidos durante esta competição:
| Data        | Evento  | Atleta        | Nacionalidade | Tempo  | Notas                 |
| ----------- | ------- | ------------- | ------------- | ------ | --------------------- |
| 29 de junho | Bateria | Lehann Fourie | África do Sul | 13s 55 | Recorde do campeonato |

## Medalhistas
| Ouro                | Prata                | Bronze            |
| Lehann Fourie (RSA) | Selim Nurudeen (NGR) | Lyes Mokdel (ALG) |

## Cronograma
Todos os horários são locais (UTC+1).
| Data        | Hora  | Evento  |
| ----------- | ----- | ------- |
| 29 de junho | 15:10 | Bateria |
| 30 de junho | 16:00 | Final   |

## Resultados

### Bateria
Qualificação: 3 atletas de cada bateria (Q) mais os 2 melhores qualificados (q).
| Posição | Bateria | Raia | Atleta               | Nacionalidade                  | Tempo | Notas            |
| ------- | ------- | ---- | -------------------- | ------------------------------ | ----- | ---------------- |
| 1       | 1       | 7    | Lehann Fourie        | África do Sul                  | 13.55 | Q,               |
| 2       | 2       | 6    | Lyes Mokdel          | Argélia                        | 13.70 | Q                |
| 3       | 1       | 2    | Selim Nurudeen       | Nigéria                        | 13.73 | Q                |
| 4       | 2       | 3    | Othmane Hadj Lazib   | Argélia                        | 13.85 | Q                |
| 5       | 1       | 6    | Keith Nkruman        | Gana                           | 13.87 | Q                |
| 6       | 2       | 7    | Samuel Okun          | Nigéria                        | 14.01 | Q                |
| 7       | 2       | 5    | Jangy Addy           | Libéria                        | 14.05 | q                |
| 8       | 1       | 4    | Moussa Dembélé       | Senegal                        | 14.14 | q                |
| 9       | 1       | 3    | Mohamed Koné         | Mali                           | 14.24 |                  |
| 10      | 2       | 4    | Ruan de Vries        | África do Sul                  | 14.30 |                  |
| 11      | 2       | 2    | Amadou Gueye         | Senegal                        | 14.50 |                  |
| 12      | 2       | 8    | Menseh Elliot        | Gâmbia                         | 14.70 | Recorde nacional |
| 13      | 1       | 8    | Thierry Essamba      | Camarões                       | 15.15 |                  |
| 14      | 2       | 1    | Florent Lomba Bilisi | República Democrática do Congo | 15.44 |                  |
| 99      | 1       | 5    | Abduhamid Hamad      | Líbia                          | DNS   |                  |
| 99      | 1       | 1    | Junior Mkhatini      | África do Sul                  | DNS   |                  |

### Final
| Posição           | Raia | Atleta             | Nacionalidade | Tempo | Notas |
| ----------------- | ---- | ------------------ | ------------- | ----- | ----- |
| Medalha de ouro   | 4    | Lehann Fourie      | África do Sul | 13.60 |       |
| Medalha de prata  | 5    | Selim Nurudeen     | Nigéria       | 13.68 |       |
| Medalha de bronze | 3    | Lyes Mokdel        | Argélia       | 13.73 |       |
| 4                 | 8    | Samuel Okun        | Nigéria       | 13.94 |       |
| 5                 | 6    | Othmane Hadj Lazib | Argélia       | 13.94 |       |
| 6                 | 7    | Keith Nkruman      | Gana          | 13.96 |       |
| 7                 | 1    | Moussa Dembélé     | Senegal       | 14.32 |       |
| 08 !              | 2    | Jangy Addy         | Libéria       | DNS   |       |

Legenda
| Recorde mundial       | Recorde mundial (World record)               |                       | Recorde africano                      | Recorde africano (African) |                                           | Q | Classificado por posição (Qualified) |
| Recorde do campeonato | Recorde do campeonato (Championship record)  | Recorde da América    | Recorde da América (Americas)         | q                          | Classificado por melhor tempo (Qualified) |   |                                      |
| Melhor marca do ano   | Melhor marca do ano (World leading)          | Recorde asiático      | Recorde asiático (Asian)              | DNS                        | Não largou (Did not start)                |   |                                      |
| Recorde nacional      | Recorde nacional (National record)           | Recorde europeu       | Recorde europeu (European)            | DNF                        | Não terminou (Did not finish)             |   |                                      |
| Recorde pessoal       | Recorde pessoal do atleta (Personal best)    | Recorde da Oceania    | Recorde da Oceania (Oceania)          | DSQ / DQ                   | Desclassificado (Disqualified)            |   |                                      |
| Recorde da temporada  | Recorde da temporada do atleta (Season best) | Recorde sul-americano | Recorde sul-americano (South America) | NM                         | Sem marca (No mark)                       |   |                                      |